# Батурин, Виктор Павлович
Виктор Павлович Батурин (1863—1938) — русский художник.

## Биография
Родился 1 октября 1863 года в селе Становом Жердевской волости Новосильского уезда Тульской губернии. Отец — Батурин Павел Петрович, из небогатой дворянской семьи, получил военное образование. Мать — Анна Никифоровна Никишина (по другим данным Соболева, 1843 года рождения), с 14 лет — крепостная в доме помещицы Прасковьи Ивановны Батуриной. Как внебрачный ребёнок, Виктор Павлович носил фамилию по крёстному отцу — Иванов.
Виктор учился в школе для крестьянских детей, а затем был принят в реальное училище в Орле. Здесь впервые проявилась его тяга к рисованию, он брал дополнительные уроки рисования карандашом и акварельными красками. Его учители Некрасов и Савёлов рекомендовали поступить в Московскую школу живописи, ваяния и зодчества (МУЖВЗ). В 1882 году Батурин ушёл из пятого класса реального училища и осенью этого же года по конкурсному экзамену был принят в МУЖВЗ.
Его учителями были: П. С. Сорокин и С. И. Иванов — скульптура, И. М. Прянишников и П. А. Десятов — живопись. Живопись в натурном классе преподавали: В. Е. Маковский, Е. С. Сорокин и В. Д. Поленов.
Школу живописи, ваяния и зодчества Батурин окончил в 1888 году. Через некоторое время после её окончания он выстроил себе в Становом мастерскую, где им было написано много картин. Летом ездил на этюды в Крым, на Кавказ, Украину, Палангу, Смоленскую, Калужскую, Московскую, Тульскую губернию и другие места. Участвовал в трёх выставках Московского передвижного товарищества художников, являлся одним из организаторов ТПВХ. Также участвовал в выставках Петербургского общества художников, был членом общества с 1910 года. С выставки картин Петербургского общества его картина «Сад цветёт», была куплена для Зимнего дворца.
В 1888—1890 годах работал, совместно с другими художниками России, художником-декоратором Большого театра в Москве. С 1890 по 1911 год состоял преподавателем рисования в частной гимназии Вишневской в Москве. С 1911 по 1914 годы состоял на службе рисовальщиком на фабрике Полякова в Москве. Отделывал в Москве особняки в различных стилях. Расписывал церкви в Москве и на фабрике Полякова в Губайлове (около ст. Павшино).
Умер 14 октября 1938 года в Куйбышеве, похоронен в Куйбышеве. Там же умерла 17 февраля 1957 года и похоронена его вторая жена.

### Семья
В 1902 году Батурин женился на Валентине Петровне Трындиной. В 1903 году у них родился сын — Кирилл. Виктор Павлович в 1903—1904 годах входил в Совет Московского городского попечительства о бедных Мясницкой части 1-го участка, где председателем был Сергей Егорович Трындин. Брак этот оказался неудачным и в 1910 году Батурин развёлся. Сын был оставлен у Виктора Павловича и жил с ним в Становом и в Москве. В 1912 году Кирилл был принят в Мценскую гимназию, затем учился в Симбирске.
С началом Первой мировой войны он попросился на работу в Красный Крест. Но 15 мая 1915 года получил назначение ехать в Симбирск в распоряжение уполномоченного по заготовке продовольствия для армии. После Симбирска работал в Самарской, Оренбургской и Уфимской губерниях. В 1915 году в Уфе он встретился с вдовою Ириной Андреевной, у которой был сын Афанасий, одних лет с Кириллом. В том же году Виктор Павлович и Ирина Андреевна поженились.
Потомок (правнучатый племянник) Батурина — российский историк, писатель И. Ю. Васильев, который в настоящее время проживает в Краснодаре.

## Работы
Картины Батурина экспонировались на Всероссийской выставке в Нижнем Новгороде (1896, «Сектантское кладбище»), на Всемирной выставке в Сент-Луисе (1904), на выставке в Берлине. Несколько его работ до революции находились в Румянцевском музее и в Цветковской галерее.
Писал он в основном пейзажи и натюрморты (масло, акварель): «Ненастье», «Весенний день», «Закат» (1885, Музей-усадьба В. Д. Поленова), «Рубка леса» (1888, Государственная Третьяковская галерея), «Горный пейзаж» (там же), «Среди засек» (1892), «На хуторе», «Москва-река» (1909, Иркутский областной художественный музей), «Весенние сумерки» (1910, там же), «Полевые цветы» (1910, Ульяновский областной художественный музей), «Дом Л. Н. Толстого в Ясной Поляне» (1911, Музей Л. Н. Толстого в Москве), «Дворик в Ясной Поляне», «Пейзаж в Крыму» (1912, Тульский областной художественный музей), «Домик лесника» (1926, там же), «Полевые цветы» (1937), «Сад цветёт» (1911), «Морской берег. Коктебельская бухта» (1913, в семье Трындиных), «Морской берег. Скалы у Семеиза» (1913, там же), «Речка в горах» (1923), «Горная долина» (1925), «Пейзаж. Долина реки» (1900—1910) и другие.